# Esposizione triennale italiana di belle arti del 1894

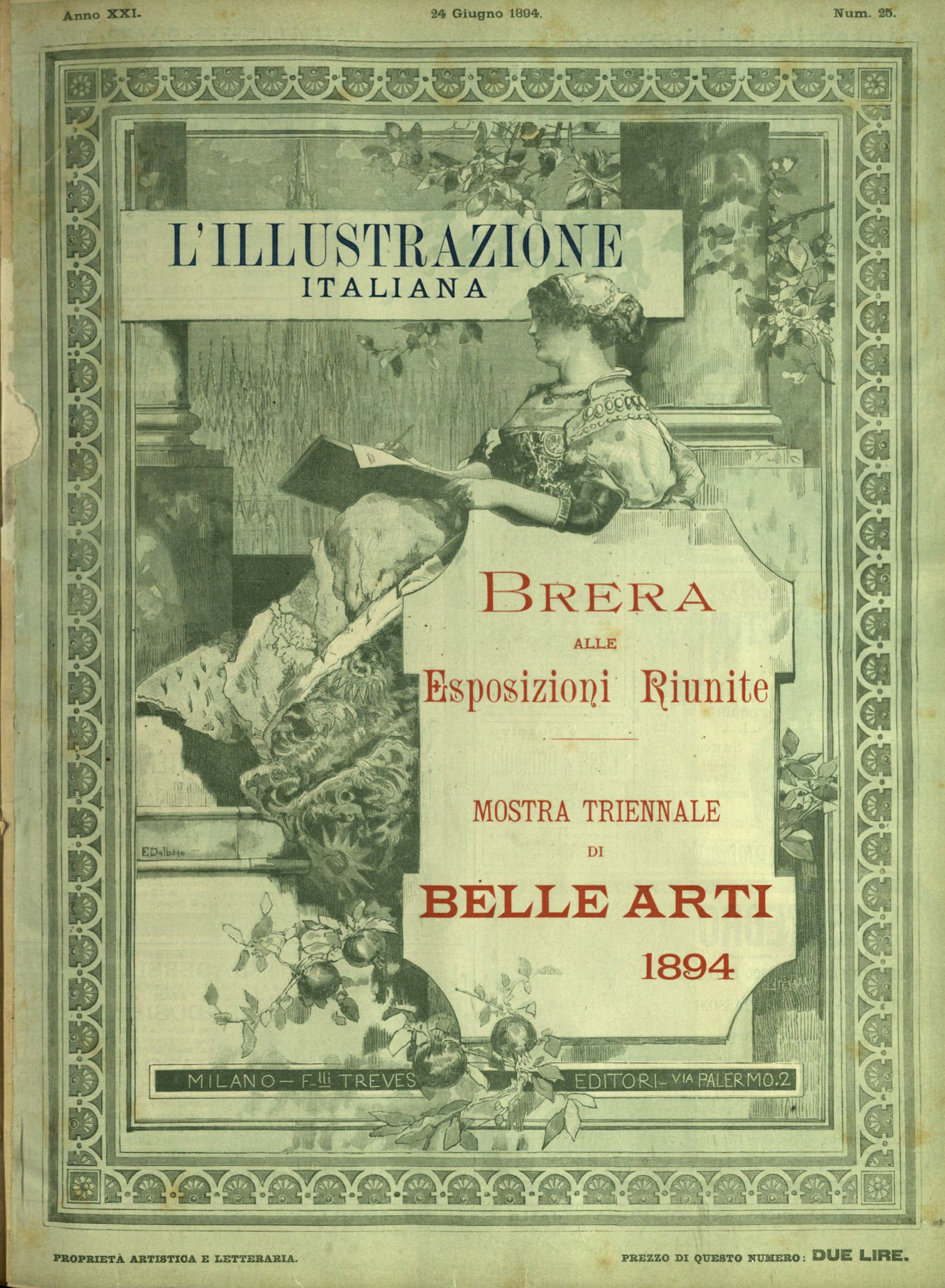
Da L'Illustrazione Italiana, XXI, n.25, giugno 1894

La Seconda Esposizione Triennale di Belle Arti si tenne a Milano tra il 6 maggio e il 5 ottobre 1894, seguendo di tre anni la Prima Esposizione che si era tenuta sempre a Milano nel 1891. L'Esposizione si tenne nelle sale del Castello Sforzesco e fu organizzata dall'Accademia di Brera insieme al Comitato delle Esposizioni riunite che volle accorpare alle varie esposizioni del 1894 anche quella di belle arti che nell'edizione precedente del 1891 si era organizzata nel palazzo di Brera.

## Storia
Il Consiglio accademico dell'Accademia di Brera accolse la proposta del Comitato delle Esposizioni Riunite di accorpamento durante la seduta plenaria del 5 aprile 1893 e accettò il trasferimento della mostra presso il Castello, dove si sarebbero tenute anche le altre esposizioni. Il 23 febbraio 1894 veniva quindi pubblicato il nuovo regolamento con l'indicazione del trasferimento della mostra dalla originaria sede del Palazzo di Brera e dell'estensione della durata della stessa a sei mesi: secondo il nuovo regolamento ogni artista avrebbe potuto presentare fino a cinque opere. Nel frattempo il principe Giangiacomo Trivulzio, presidente delle Esposizioni Riunite, e il marchese senatore Emilio Visconti Venosta, presidente dell'Accademia di Brera, concordavano le condizioni della nuova associazione: l'Accademia avrebbe rinunciato ai proventi delle entrate e a una percentuale sulla vendita delle opere; da parte sua il Comitato delle Esposizioni si assumeva il compito della costruzione delle gallerie che avrebbero ospitato la mostra e del loro addobbo. All'Accademia sarebbero infine state versate 24 000 lire per le spese di manutenzione e sorveglianza delle oepre esposte. La progettazione e costruzione delle gallerie vennero affidate all'architetto cavalier Giuseppe Sommaruga che poté disporre di una superficie coperta di 6 500 metri quadrati. La sezione della pittura occupò dieci grandi sale, quella della pittura il vestibolo del castello, della galleria di sinistra e dei porticati interni che si aprivano su un ampio giardino progettato per l'occasione.
L'inaugurazione solenne di tutte le Esposizioni riunite e quindi dell'Esposizione di Belle Arti avvenne il 6 maggio 1894 e fu nuovamente visitata il giorno dopo dal re Umberto I e dalla regina Margherita che vi fecero ritorno in settembre per acquistare alcune opere esposte; la coppia reale si soffermò in particolare a visitare la nuova sezione dedicata ai quadri di Segantini.

## Comitato direttivo
Il Comitato direttivo della mostra era rappresentato dall'intero Consiglio Accademico dell'Accademia di Brera con presidente il senatore del Regno Emilio Visconti Venosta. Fra i consiglierei molte personalità di spicco dell'arte, fra i quali l'ingegner architetto Emilio Alemagna, gli architetti Luca Beltrami, Camillo Boito e Gateano Landriani; i pittori Filippo Carcano, Luigi Cavenaghi e Vespasiano Bignami; gli scultori Filippo Biganzoli, Enrico Butti e Ugo Zannoni.

## Premi e vincitori
In occasione della seconda Triennale furono istituite tre categorie di premi per gli artisti espositori:
- tre premi Principe Umberto, di 4 000 lire ciascuno, istituiti dal Re quando era Principe di Piemonte, "per le opere più commendevoli di pittura o scultura delle esposizioni dell’Accademia di Brera":

i tre premi furono conferiti al pittore veneziano Vittorio Bressanin con la tela Fuoco spento, al pittore monzese Mosè Bianchi con Prima del duello e allo scultore milanese Bassano Danielli con la scultura Prima tappa (oggi alla Galleria d'Arte Moderna di Milano);
- tre premi di 4 000 lire ciascuno, istituiti dal benemerito Saverio Fumagalli "per la scultura, la pittura di figura e quella di paese, marina, prospettiva, fiori, ecc.":

per la categoria pittura di figura vinse il milanese Antonio Rizzi con Nerone ed Agrippina; per la categoria pittura di paese e di prospettiva vinse il veneziano Ferruccio Scattola con Interno della Basilica di San Marco in Venezia; per la scultura si aggiudicò il premio il milanese Orazio Grossoni con Prime nebbie.
- due premi di 4 000 lire ciascuno per la pittura storica, fondati dal benemerito signor Antonio Gavazzi ad esclusivo beneficio degli artisti usciti dall’Accademia:

vincitori furono il vicentino Achille Beltrame con Canova e il trentino Alcide Campestrini con Scena del Purgatorio dantesco (canto IV);
- tre premi di 2 000 lire ciascuno della fondazione artistica Antonio Tantardini, istituita presso il Municipio di Milano:

assegnati agli scultori lombardi Carlo Abate (gruppo in gesso Panem nostrum quotidianum da nobis hodie), Ernesto Bazzero (statua funeraria in marmo) e Antonio Carminati (Sospiro dell'anima).